# Garaeus ulucens
Garaeus ulucens là một loài bướm đêm trong họ Geometridae.